# 藤田安一
藤田 安一（ふじた やすかず、1952年 - ）は、日本の経済学者。鳥取大学名誉教授。

## 来歴
滋賀県生まれ。立命館大学を経て、京都大学大学院博士課程修了。経済学博士。鳥取大学名誉教授。とっとり地域自治研究所理事長。「平和と民主主義を考える連続市民講座」実行委員長。